# Пономаренко, Сергей Анатольевич (химик)
Сергей Анатольевич Пономаренко (род. 7 марта 1973 года, Москва) — учёный-химик, специалист в области высокомолекулярных соединений, член-корреспондент РАН (2011), директор Института синтетических полимерных материалов имени Н. С. Ениколопова РАН, лауреат премии имени С. В. Лебедева (2010).

## Биография
Родился 7 марта 1973 года в Москве.
В 1990 году окончил среднюю школу № 78 Ростова-на-Дону, с серебряной медалью. В 9 — 11 классах обучался в классе с углублённым изучением химии, являлся победителем областной и призёром Всероссийской Олимпиад школьников по химии.
В 1995 году — с отличием окончил химический факультет МГУ, тема диплома: «Синтез и структурно-оптические свойства ЖК дендримеров регулярного строения», затем там же — учёба в аспирантуре.
В 1999 году — защитил кандидатскую диссертацию по химии высокомолекулярных соединений, тема: «Жидкокристаллические карбосилановые дендримеры: синтез структура и свойства».
Затем — работа на кафедре высокомолекулярных соединений, пройдя путь от младшего научного сотрудника до ассистента кафедры. Во время обучения в аспирантуре и работы на Химическом факультете МГУ ездил на краткосрочные стажировки в Великобританию (Саутгемптонский университет), Данию (Копенгагенский университет) и США (Калифорнийский университет в Санта-Барбаре).
В 2000 году получил грант INTAS для молодых учёных.
С 2001 по 2003 годы — работа в Центральном отделе исследований и разработок концерна «Байер АГ» (Леверкузен, Германия).
С 2003 года — вернулся в Москву и работает в Институте синтетических полимерных материалов имени Н. С. Ениколопова Российской академии наук (ИСПМ РАН) — старший научный сотрудник, ведущий научный сотрудник (2005), заведующий лабораторией функциональных материалов для органической электроники и фотоники (2011), с 2018 года — директор Института.
В 2010 году — защитил докторскую диссертацию, тема: «Тиофенсодержащие кремнийорганические макромолекулярные системы для органической оптоэлектроники».
22 декабря 2011 года — избран членом-корреспондентом РАН от Отделения химии и наук о материалах.

### Научная деятельность
Научные интересы лежат в области изучения органической электроники.
Основные результаты:
- Разработана эффективная методология синтеза олиготиофенов, олиготиофенфениленов и их кремнийорганических производных, позволившая получить широкий круг новых молекулярных систем разнообразного химического строения и топологии, перспективных для использования в различных устройствах органической электроники и фотоники, благодаря сочетанию ценного комплекса оптических и электрических свойств с высокой химической и термической стабильностью полученных материалов.
- Впервые получена серия разветвлённых и дендритных олиготиофенфениленов на основе 1,3,5-замещённого бензола, на примере которой показано, что сопряжение распространяется только вдоль 2,5-тиенильных и 1,4-фениленовых фрагментов, но прерывается в случае присоединения сопряжённых ароматических фрагментов в мета-положения бензольного кольца.
- Установлено, что повысить растворимость олиготиофенсодержащих кремнийорганических соединений можно как путём уменьшения длины алифатического спейсера до трёх метиленовых групп, так и введением разветвлений в концевую группу или боковых заместителей в ароматическое ядро. Это позволило получить на их основе эффективные органические фотовольтаические ячейки.
- Синтезирован ряд новых несимметричных олиготиофенов с диметилхлорсилильными функциональными группами, способных к самоупорядочению на гидроксилсодержащей поверхности диэлектрика в двумерный кристаллический монослой, обладающий уникальными полупроводниковыми характеристиками. На их основе создан ряд новых устройств органической электроники, таких как самособирающиеся монослойные полевые транзисторы, интегральные микросхемы и сверхчувствительные сенсоры на их основе.
- Впервые получен ряд битиофенсилановых монодендронов и дендримеров различных генераций, а также модельных линейных и разветвлённых битиофенсиланов, обладающих существенно более высокой эффективностью люминесценции, чем составляющие их структурные единицы — битиофенсиланы.
- Впервые получены кремнийорганические «молекулярные антенны», обладающие как эффективным безызлучательным внутримолекулярным переносом энергии, так и высоким квантовым выходом люминесценции. Продемонстрировано, что такие соединения обладают как фото-, так и электролюминесценцией и могут использоваться в качестве функциональных материалов в органических светоизлучающих диодах.
- Разработан новый принцип повышения эффективности полимерных сцинтилляторов, заключающийся в замене низкомолекулярных органических люминофоров (активатора и сместителя спектра), на наноструктурированные кремнийорганические люминофоры, в которых активатор и сместитель спектра объединены через атомы кремния в структуре одной разветвлённой или дендритной макромолекулы, обладающей эффектом «молекулярной антенны».

### Общественная деятельность
Рецензент ряда отечественных и зарубежных журналов издательств «МАИК-Наука», «American Chemical Society», «Royal Chemical Society», «Elsevier» и др.
Членство в научных организациях:
- эксперт фонда РФФИ
- член Учёного совета ИСПМ имени Н. С. Ениколопова РАН
- член Российского и Международного обществ по Жидким кристаллам
- член Российского Менделеевского химического общества
- член Американского химического общества

Под его руководством защищены 5 кандидатских диссертаций.

## Награды
- Стипендия Президента Российской Федерации
- Грант International Soros Science Education Program (ISSEP)
- Грант фонда Роберта Хавемана (Германия)
- Главный приз Российской академии наук и «МАИК-наука» за лучшую публикацию по химии (за 1998 год, в составе коллектива авторов)
- Лауреат программы Фонда содействия отечественной науке «Лучшие кандидаты наук РАН» (2004)
- Грант Президента РФ для молодых учёных — кандидатов наук (2005)
- Премия имени С. В. Лебедева (2010) — за цикл работ «Новые функциональные олигомерные и полимерные материалы для органической электроники и фотоники»
- Медаль ордена «За заслуги перед Отечеством» II степени (5 февраля 2024 года) — за большой вклад в развитие отечественной науки, многолетнюю плодотворную деятельность и в связи с 300-летием со дня основания Российской академии наук[1]